# Saubole
Saubole är en kommun i departementet Pyrénées-Atlantiques i regionen Nouvelle-Aquitaine i sydvästra Frankrike. Kommunen ligger i kantonen Morlaàs som tillhör arrondissementet Pau. År 2022 hade Saubole 150 invånare.

## Befolkningsutveckling
Antalet invånare i kommunen Saubole
| Referens: INSEE |